# Rivière Kennebecasis
 (décembre 2020).
Si vous disposez d'ouvrages ou d'articles de référence ou si vous connaissez des sites web de qualité traitant du thème abordé ici, merci de compléter l'article en donnant les références utiles à sa vérifiabilité et en les liant à la section « Notes et références ».
La Kennebecasis (prononciation: kè-nè-bè-KÉ-sis) est un cours d'eau qui prend sa source dans le sud-est du Nouveau-Brunswick, Canada). 

## Géographie
La rivière coule sur 97 km des collines calédoniennes jusqu'à la Grande-Baie où elle se jette dans le fleuve Saint-Jean.  Le nom « Kennebecasis » est dérivé du mot Mik'maq « Kenepekachiachk », qui veut dire, « petit long place de la baie ». Elle coule environ 97 kilomètres.
La source de la rivière se trouve près de la communauté de Goshen, Nouveau-Brunswick, au lac Hamilton, dans les collines calédoniennes.  Elle coule au sud-est de Penobsquis et passe par Sussex, où elle est rejointe par plusieurs ruisseaux.
Entre Sussex et la jonction avec le fleuve Saint-Jean à Saint-Jean, la Kennebecasis passe par une vallée très bien sculptée.  Les alentours de cette vallée sont actuellement une des routes de transport les plus importantes dans le sud de la province.  Elle comprend l'autoroute Mackay (Route 1) et le chemin de fer CN qui fournit un corridor entre Saint-Jean et Moncton.
La rivière devient de plus en plus large en arrivant au marais de Hampton. Les deux tiers de la rivière les plus élevés passent à travers le paysage pastoral qui contient de la forêt mixte acadienne et plusieurs zones agricoles, notamment les fermes laitières à Sussex.  Au sud-est de Sussex, la rivière grandit en passant par Norton et Hampton, avant de se jeter dans le delta du marais Hampton.  À l'ouest de Hampton, la rivière coule à travers une sorte de fjord qui compose la partie sud du Péninsule Kingston. Avec le fleuve Saint-Jean, la Kennebecasis forme la Grande Baie, au nord de Milledgeville.
Plusieurs îles se trouvent dans la rivière, telle que l'île Kennebecasis, près de Summerville, sur le Péninsule Kingston, et l'île Long, qui est inhabitée mise à part quelques chalets.

## Histoire
En novembre 1854, une grave sécheresse est suivie de fortes pluies torrentielles, causant des inondations. Du bétail est tué, des fermes, des maisons et des barrages détruits et des ponts endommagés.